# Monte Compatri
Monte Compatri une commune italienne d'environ 12 100 habitants, située dans la ville métropolitaine de Rome Capitale, dans la région Latium, en Italie centrale. C'est l'un des Castelli Romani.

## Géographie
Les communes limitrophes de Monte Compatri sont Colonna, Grottaferrata, Monte Porzio Catone, Rocca di Papa, Rocca Priora, Romagnano al Monte, San Cesareo et Zagarolo.
Les différentes frazioni de la commune sont La Cucca, Laghetto, Molara, Pantano Borghese, Pratarena.

## Histoire
Ce village date de 1191 quand après la destruction de Tusculum les réfugiés s'y fixèrent. Le château, qui abrite maintenant la mairie, appartenait aux Borghese.

## Culture

### Couvent de St. Silvestro
Au-dessus de ce village s'élève le grand couvent de St. Silvestro où sont enterrés l'abbé Marco Mastrofini et son neveu, Mgr Leandro Ciuffa, nés tous deux à Monte Compatri, et élevés au séminaire de Frascati, le premier était un célèbre orateur, poète, philologue, moraliste et critique, l'autre un juge habile, philosophe et botaniste.

## Administration
| Période                                  | Période          | Identité           | Étiquette                     | Qualité                   |
| ---------------------------------------- | ---------------- | ------------------ | ----------------------------- | ------------------------- |
| 23 mai 1993                              | 24 mai 1996      | Severino Lavagnini | Parti populaire               |                           |
| 24 mai 1996                              | 20 novembre 1998 | Franco Monti       | Parti populaire               |                           |
| 20 novembre 1998                         | 24 mai 1999      | Salvatore Di Coste |                               | Commissaire extraodinaire |
| 24 mai 1999                              | 25 mai 2004      | Paolo Gentili      | Démocrates de gauche          |                           |
| 26 mai 2004                              | 28 mai 2007      | Franco Monti       | La Marguerite                 |                           |
| 29 mai 2007                              | 6 mai 2012       | Marco De Carolis   | Liste civique Nuovi Orizzonti |                           |
| 7 mai 2012                               | 2017             | Marco De Carolis   | Liste civique Nuovi Orizzonti |                           |
| Les données manquantes sont à compléter. |                  |                    |                               |                           |

### Jumelages
- Calahorra (Espagne)

## Personnalité liée à la commune
- Antoine Auguste Intreccialagli
- Marco Mastrofini
- Alessandro Moreschi